# Іван VI (папа)
Іван VI (лат. Ioannes; 655, Ефес — 11 січня 705, Рим, Візантійська імперія) — вісімдесят п'ятий папа Римський (30 жовтня 701—11 січня 705), грек, народився у місті Ефес. Прибув до Риму разом з екзархом Равенни Феофілактом для застосування сили щодо римлян.
За допомогою переконання та підкупу змусив Гізульфа I, герцога Фріульського відмовитись від деяких земель на користь Візантії.